# 青い山脈 (テレビドラマ)
『青い山脈』（あおいさんみゃく）は、石坂洋次郎の小説『青い山脈』を原作とするテレビドラマである。1962年・1966年・1974年の3回にわたって製作・放送された。

## 1962年版
毎日放送ほかで放送。全13話。
製作局の毎日放送では、1962年6月2日から同年8月25日まで毎週土曜 20:00 - 20:30 （日本標準時）に放送。当時毎日放送とネットワーク関係にあったNETテレビ（現・テレビ朝日）では、1962年10月19日から同年12月28日まで毎週金曜 13:00 - 13:30 （日本標準時）に放送されていた。

### キャスト
- 高田美和
- 山田真二
- 水原真知子
- 北上弥太郎

### スタッフ
- 原作：石坂洋次郎
- 脚本：中沢昭二

| NETテレビ 金曜13:00枠 | NETテレビ 金曜13:00枠                                 | NETテレビ 金曜13:00枠 |
| 前番組                | 番組名                                                | 次番組                |
| --------------------- | ----------------------------------------------------- | --------------------- |
| まんがかわらばん      | 青い山脈（1962年版） （1962年6月2日 - 1962年8月25日） | 結婚の夜 再放送       |

## 1966年版
1966年4月25日から同年8月8日まで日本テレビ系列で放送。松竹テレビ室と日本テレビの共同製作。全13話。モノクロ16mmフィルム。放送時間は毎週月曜 20:00 - 20:56 （日本標準時）。
同じく石坂洋次郎原作の『風と樹と空と』『山のかなたに』に続くシリーズ作品第3弾として放送。原作と映画版にはヒロインの新子が町の金物屋に米を売りに行くシーンがあるが、このシーンは本作の第1話では町の花屋にカーネーションを売りに行くシーンに置き換えられている。第9話と第13話では、六助役の関口宏と島崎先生の父親役の佐野周二の親子共演がある。

### キャスト
- 寺沢新子：加賀まりこ - 愛光女子高等学校三年生
- 金谷六助：関口宏
- 富永安吉（ガンちゃん）：工藤堅太郎
- 笹井和子：三沢照子
- 島崎雪子先生：村松英子
- 沼田玉雄先生：中野誠也 - 校医。沼田医院院長。
- 芸者・梅太郎：ロミ・山田
- 松山浅子：野田和子
- 岡本先生：藤原釜足
- 田中重次郎：柳沢真一
- 武田校長：森川信
- 八代教頭：山本豊三
- 井口甚蔵：曽我廼家明蝶
- 易者：左卜全
- 寺沢けい子（新子の母）：三宅邦子

### スタッフ
- 原作：石坂洋次郎
- 脚本：笠原良三、加瀬高之、桜井康裕
- 監督：番匠義彰
- 音楽：牧野由多可
- 制作：松竹テレビ室、日本テレビ

### 主題歌
「青い山脈」
作詞：西條八十 / 作曲：服部良一 / 歌：梶光夫
「恋のアマリリス」
作詞：西條八十 / 作曲：服部良一 / 歌：青山和子

### 放送日程
各話のサブタイトルは映像上では最後まで記載がないが、第6話以降のものについては新聞のテレビ欄などに記されている。
| 回数 | 放送日         | サブタイトル         | ゲスト                                 |
| ---- | -------------- | -------------------- | -------------------------------------- |
| 1    | 1966年 4月25日 | （サブタイトル無し） |                                        |
| 2    | 5月2日         | （サブタイトル無し） |                                        |
| 3    | 5月9日         | （サブタイトル無し） | 田中春男                               |
| 4    | 5月16日        | （サブタイトル無し） | 吉田義夫                               |
| 5    | 5月23日        | （サブタイトル無し） | 木の実ナナ                             |
| 6    | 5月30日        | 学園祭騒動           | 佐山俊二、市川寿美礼                   |
| 7    | 6月13日        | 逃げた小鳩           |                                        |
| 8    | 6月27日        | 朝霧の中で           | 三井弘次、武智豊子、北原しげみ         |
| 9    | 7月11日        | アマリリスの歌       | 佐野周二、菅井きん                     |
| 10   | 7月18日        | 夏雲に誓う           | 梶光夫                                 |
| 11   | 7月25日        | 友情の花束           | 亀井光代、東山明美、水森久美子         |
| 12   | 8月1日         | お母さん幸せに       | 石坂浩二、松村達雄、吉川満子、賀原夏子 |
| 13   | 8月8日         | 青春の血の燃えるとき | 佐野周二、菅井きん、大泉滉、高野通子   |

| 日本テレビ系列 月曜20:00枠                     | 日本テレビ系列 月曜20:00枠                            | 日本テレビ系列 月曜20:00枠                       |
| 前番組                                         | 番組名                                                | 次番組                                           |
| ---------------------------------------------- | ----------------------------------------------------- | ------------------------------------------------ |
| 山のかなたに （1966年1月17日 - 1966年4月11日） | 青い山脈（1966年版） （1966年4月25日 - 1966年8月8日） | 雨の中に消えて （1966年8月15日 - 1966年11月7日） |

## 1974年版
1974年4月1日から同年9月30日までフジテレビ系列で放送。東宝とフジテレビの共同製作。全27話。カラー。放送時間は毎週月曜 20:00 - 20:55 （日本標準時）。
日本テレビ系列で放送されていた1966年版と同じ時間帯に放送。映画版でも脚本を手掛けた井手俊郎が本作のメインライターを務めた。ヒロインの新子が売りに行く物は、本作の第1話では卵30個に置き換えられている。

### キャスト
- 寺沢新子：坂口良子
- 金谷六助：志垣太郎
- 富永安吉（ガンちゃん）：川口厚
- 島崎雪子：小川知子
- 沼田玉雄：加山雄三
- 貞子：蕭淑美
- 大作：川崎敬三
- 佳代：園佳也子
- 寺沢けい子（新子の母）：渡辺美佐子
- 金谷弥吉（六助の父）：加東大介
- 金谷とく（六助の母）：沢村貞子
- 金谷八重子：中真千子
- 笹井梅子：浜美枝
- 笹井和子：萩原奈穂美
- 松山浅子：テレサ乃木
- 野田アツ子：中村利佳子
- 志保子：塩沢とき
- 武田校長：藤村有弘
- 田中重次郎：藤木悠
- 金太郎：大泉滉
- 長森老人：見明凡太郎
- 関根世津子
- ハナ肇
- 笹まゆみ
- 安芸秀子
- 石山律雄
- 富永久美子（ガンちゃんの妹）：横井川恭代（一般公募）

### スタッフ
- 原作：石坂洋次郎
- 脚本：井手俊郎、上用賀次郎、布勢博一、寺内小春、土門鉄郎、近藤多喜男
- 演出：真船禎（全話担当）
- 制作：東宝、フジテレビ

### 主題歌
「青い山脈」
作詞：西条八十 / 作曲：服部良一 / 歌：坂口良子&志垣太郎
本作放送年に日本コロムビアから発売されたこの曲のシングルレコードには、坂口と志垣ではなく坂口と円谷弘之が歌唱したバージョンが収録されている。

### 放送日程
| 回数 | 放送日        | サブタイトル                       | 脚本       |
| ---- | ------------- | ---------------------------------- | ---------- |
| 1    | 1974年 4月1日 | （サブタイトル無し）               | 井手俊郎   |
| 2    | 4月8日        | ショック!! ラブレター事件          | 上用賀次郎 |
| 3    | 4月15日       | へんしい！へんしい！ああ変しい！   | 上用賀次郎 |
| 4    | 4月22日       | めでたし！めでたし！一件落着？     | 井手俊郎   |
| 5    | 4月29日       | キライキライ！あんたなんか大嫌い!! | 井手俊郎   |
| 6    | 5月6日        | スター誕生!! モテモテ六助          | 井手俊郎   |
| 7    | 5月13日       | 恋や恋いずれかアヤメ？カキツバタ   | 井手俊郎   |
| 8    | 5月20日       | 初恋破れ去りアァッ!!               | 井手俊郎   |
| 9    | 5月27日       | 北辰一刀流エイヤアッ!!             | 井手俊郎   |
| 10   | 6月3日        | 女ですもの十七歳!!                 | 布勢博一   |
| 11   | 6月10日       | 男が女をなぐる時!!                 | 布勢博一   |
| 12   | 6月17日       | 私の耳は貝の殻…                    | 寺内小春   |
| 13   | 6月24日       | それぞれの愛…                      | 土門鉄郎   |
| 14   | 7月1日        | 縁日と手術                         | 寺内小春   |
| 15   | 7月8日        | モナリザの縁談                     | 土門鉄郎   |
| 16   | 7月15日       | 鬼のいぬまのストリップ             | 布勢博一   |
| 17   | 7月22日       | ああ結婚                           | 寺内小春   |
| 18   | 7月29日       | 大人になんかなりたくない!!         | 寺内小春   |
| 19   | 8月5日        | 女って残酷ね!!                     | 井手俊郎   |
| 20   | 8月12日       | 惚れグスリ騒動                     | 布勢博一   |
| 21   | 8月19日       | 守り通した女の操                   | 井手俊郎   |
| 22   | 8月26日       | ついにやったぜ!! 噂の4人           |            |
| 23   | 9月2日        | ああ!! 妊娠                        | 井手俊郎   |
| 24   | 9月9日        | 寺沢家の危機!!                     | 近藤多喜男 |
| 25   | 9月16日       | 二人の母その愛!!                   | 井手俊郎   |
| 26   | 9月23日       | 新子……出生の秘密!!                 | 井手俊郎   |
| 27   | 9月30日       | 出発!!                             | 井手俊郎   |

| フジテレビ系列 月曜20:00枠                     | フジテレビ系列 月曜20:00枠                            | フジテレビ系列 月曜20:00枠                                |
| 前番組                                         | 番組名                                                | 次番組                                                    |
| ---------------------------------------------- | ----------------------------------------------------- | --------------------------------------------------------- |
| あした天気に （1973年10月1日 - 1974年3月25日） | 青い山脈（1974年版） （1974年4月1日 - 1974年9月30日） | ジャンボクイズ100対100 （1974年10月7日 - 1974年12月30日） |